# Les Oiseaux ivres
Pour plus de détails, voir Fiche technique et Distribution.
Les Oiseaux ivres est un drame canadien réalisé par Ivan Grbovic (en) et sorti en 2021. Le film met en vedette Jorge Antonio Guerrero (en) en tant que Willy, un chauffeur mexicain d'un cartel de drogue, qui se rend au Canada à la recherche de l'amour de sa vie Marlena (Yoshira Escárrega) après sa disparition et est employé en tant que travailleur étranger dans une ferme dans la région de la Montérégie.
On compte parmi les acteurs du films Hélène Florent, Claude Legault, Marine Johnson (en), Maxime Dumontier, Amaryllis Tremblay, Karl Walcott, Gilberto Barraza et Normand D'Amour.
Le film a été diffusé en première mondiale au Festival international du film de Toronto 2021, dans la catégorie Platform (en). Le long métrage a été sélectionné pour représenter le Canada lors de la 94e cérémonie des Oscars dans la catégorie du meilleur film international,,. La 35e édition du Festival international de cinéma francophone en Acadie (FICFA) lui octroie le titre du meilleur long métrage de fiction canadien.  
En janvier 2022, le film fait partie des cinq finalistes de la 11e édition du Prix collégial du cinéma québécois (PCCQ), mais le lauréat, choisi par des étudiants de 53 collèges et cégeps répartis à travers le Québec, sera Souterrain de Sophie Dupuis. oui

## Synopsis
.

## Fiche technique
- Titre original : Les Oiseaux ivres
- Titre anglais : Drunken Birds
- Réalisation : Ivan Grbovic (en)
- Scénario :  Ivan Grbovic et Sara Mishara
- Musique : Philippe Brault (en)
- Direction artistique : André-Line Beauparlant
- Costumes : Patricia McNeil (en)
- Maquillage et coiffure : Marie-Josée Galibert
- Photographie : Sara Mishara
- Son : Olivier Calvert, Stephen de Oliveira, Bernard Gariépy Strobl
- Montage : Arthur Tarnowski
- Production : Luc Déry et Kim McCraw
- Société de production : micro_scope
- Société de distribution : Les Films Opale
- Pays d'origine :  Canada
- Langue originale : français, espagnol
- Format : couleur
- Genre : drame
- Durée : 104 minutes
- Dates de sortie : 
  - Canada : 13 septembre 2021 (première à la 46e édition du Festival international du film de Toronto)[8]
  - Canada : 15 octobre 2021 (sortie en salle au Québec)[8]

## Distribution
- Jorge Antonio Guerrero (en) : Willy
- Hélène Florent : Julie
- Claude Legault : Richard
- Marine Johnson : Léa
- Gilberto Barazza : le conteur
- Yoshira Escárrega : Marlena
- Amaryllis Tremblay : Lou
- Maxime Dumontier : Benji
- Karl Walcott : pilote de course
- Normand D'Amour : Normand

## Réception
Jared Mobarak de The Film Stage a noté positivement le film en écrivant : "Writer/director Ivan Grbovic and co-writer/cinematographer Sara Mishara seamlessly take us back and forth through time so the romance at the center of their Les oiseaux ivres [Drunken Birds] can unfold with mystery and anticipation." Odile Tremblay de Le Devoir a aussi noté positivement le film en écrivant : "Ce second long métrage au scénario complexe, à cheval entre le réalisme cru et le réalisme magique, est une œuvre fascinante et visuellement riche, qui suit plusieurs pistes."

## Distinctions

### Récompenses
- Festival international du film de Vancouver 2021 : mention spéciale du jury du meilleur film canadien[11]
- Prix Iris 2022 au 24e gala Québec Cinéma
  - meilleur film : micro_scope – Luc Déry, Kim McCraw
  - meilleure réalisation : Ivan Grbovic (en)
  - meilleur scénario : Ivan Grbovic et Sara Mishara
  - meilleure actrice : Hélène Florent
  - meilleur acteur de soutien : Claude Legault
  - meilleure distribution des rôles : Nathalie Boutrie (Casting Nathalie Boutrie)
  - meilleure direction de la photographie : Sara Mishara
  - meilleur son : Olivier Calvert, Stephen de Oliveira, Bernard Gariépy Strobl
  - meilleur montage : Arthur Tarnowski
  - meilleure musique originale : Philippe Brault (en)

### Nominations
- Prix Iris 2022 au 24e gala Québec Cinéma
  - meilleure actrice de soutien : Marine Johnson
  - révélation de l'année : Jorge Antonio Guerrero (en)
  - meilleure direction artistique : André-Line Beauparlant
  - meilleurs costumes : Patricia McNeil (en)
  - meilleur maquillage : Marie-Josée Galibert
  - Prix du public
  - Film s'étant le plus illustré à l'extérieur du Québec